# Segovina
Segovina falu Horvátországban, Varasd megyében. Közigazgatásilag Ludbreghez tartozik.

## Fekvése
Ludbregtől 6 km-re délkeletrea Kemléki-hegység északkeleti részén meghúzódó völgyben fekszik.

## Története
A települést 1464-ben még "Zegune" alakban említik a ludbregi uradalom részeként. 1468-ban az uradalommal együtt a Thuróczy család birtoka lett, majd 1695-től a Batthyányaké, akik egészen a 20. századig voltak a földesurai. 
1857-ben 172, 1910-ben 199 lakosa volt. 1920-ig Varasd vármegye Ludbregi járásához tartozott. 2001-ben 18 háza és 51 lakosa volt.

## Külső hivatkozások
- Ludbreg város hivatalos oldala